# Brabant del Nord
Brabant del Nord (Noord-Brabant en neerlandès i Noord-Braobant en brabançó, sovint escurçat a Brabant) és una província del sud dels Països Baixos, que fa frontera amb Bèlgica al sud, el riu Mosa al nord, la província de Limburg a l'est i Zelanda a l'oest. La seva capital és 's-Hertogenbosch, si bé la ciutat més gran és Eindhoven, seguida de Tilburg i Breda.

## Història

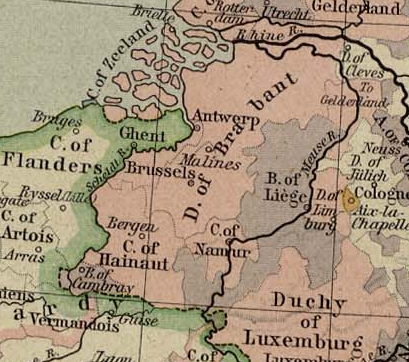
Mapa del Ducat de Brabant el 1477

El nom Brabant és derivat de Braecbant, nom format per les paraules braec ('terra pantanosa') i bant ('regió').
Fins al segle xvii, una gran part del que ara és la província de Brabant del Nord formava part del Ducat de Brabant, tot i que la gran part del territori que era aquest ducat ara és part de Bèlgica. Fou durant el segles xiv i xv quan el Ducat de Brabant va tenir la seva edat d'or, en particular a les ciutats de Brussel·les, Anvers, Leuven, Breda i 's-Hertogenbosch.
Després de la firma de la Unió d'Utrecht el 1579, Brabant esdevé un camp de batalla entre les protestants Províncies Unides i l'imperi catòlic dels Habsburg dels Països Baixos del sud. Amb la Pau de Westfàlia de 1648, la part nord de Brabant va passar a formar part de les Províncies i es va convertir en els Staats-Brabant.
Els esforços de les Províncies de convertir els habitants de Brabant al protestantisme van fracassar, i Brabant va acabar sent considerada un «territori ocupat» i utilitzada com a zona de contenció militar entre les Províncies i els Països Baixos del sud, el que s'anomenaven terres de la Generalitat. En aquest període, Brabant va patir un espoli financer per part de les Províncies que va frenar el desenvolupament econòmic. Degut al fet que la gran majoria de la població va seguir mantenint el seu catolicisme, Brabant no va aconseguir esdevenir mai la vuitena província de les Províncies Unides. En aquesta època, els catòlics de Brabant no podien practicar lliurement la seva religió, i fou quan van començar a aparèixer les schuilkerken.
El 1795, les Províncies Unides van esdevenir la República Batava. Sota aquest nou estat, els catòlics van ésser reconeguts com a ciutadans de ple dret i els Staats-Brabant, que havien estat una terra de la Generalitat, van passar a ser una província de ple dret amb el nom de Bataafs-Brabant. Aquesta situació va durar fins que la República va caure sota domini francès i Bataafs-Brabant va acabar dividit en diferents departaments.
Després de la caiguda de Napoleó Bonaparte el 1815, el Congrés de Viena va dictaminar que els Països Baixos austríacs i la República Batava s'unifiquessin en el Regne Unit dels Països Baixos, cosa que implicava que tot el territori de l'antic Ducat de Brabant va quedar sota el domini d'un únic estat. No obstant això, va quedar dividit en tres províncies: Brabant del Nord, Anvers i Brabant del Sud (que contenia Brussel·les i Leuven).
Durant la revolució belga del 1830, la majoria catòlica de Brabant del Nord (90%) simpatitzava amb els belgues, però les autoritats neerlandeses van aconseguir controlar el territori sense gaire esforç. La frontera que va quedar entre els Països Baixos i Bèlgica no formava una línia contínua, sinó que consistia en un conjunt d'enclavaments (i enclavaments dins d'enclavaments) en ambdós costats de la frontera. Algunes d'aquestes irregularitats es van corregir (Luyksgestel es va canviar per Lommel i Huijbergen va esdevenir completament neerlandès, no obstant això alguns encara es mantenen, com Baarle-Hertog i Baarle-Nassau).
Des del final del segle xix la província ha patit un fort procés d'industrialització. Tilburg i Helmond es converteixen en centres importants de producció tèxtil; i Eindhoven es converteix en la cinquena ciutat més important dels Països Baixos gràcies a les empreses Philips i DAF, mentre d'altres localitats més petites van esdevenir importants centres industrials. D'altra banda Breda i 's-Hertogenbosch són conegudes com el centre històric i militar de Brabant; de fet, encara es poden trobar molts quarters militars als dos municipis. També Bergen op Zoom és coneguda pel seu centre històric monumental i per ser un antic centre militar.

## Geografia
Brabant del Nord és la segona província més gran dels Països Baixos (per darrere de Gelderland), i limita amb les províncies neerlandeses d'Holanda del Sud i Gelderland al nord i Limburg a l'oest, i amb les províncies belgues d'Anvers i Limburg al sud. Excepte Gelderland i Overijssel, no hi ha cap província neerlandesa que limiti amb tantes regions.

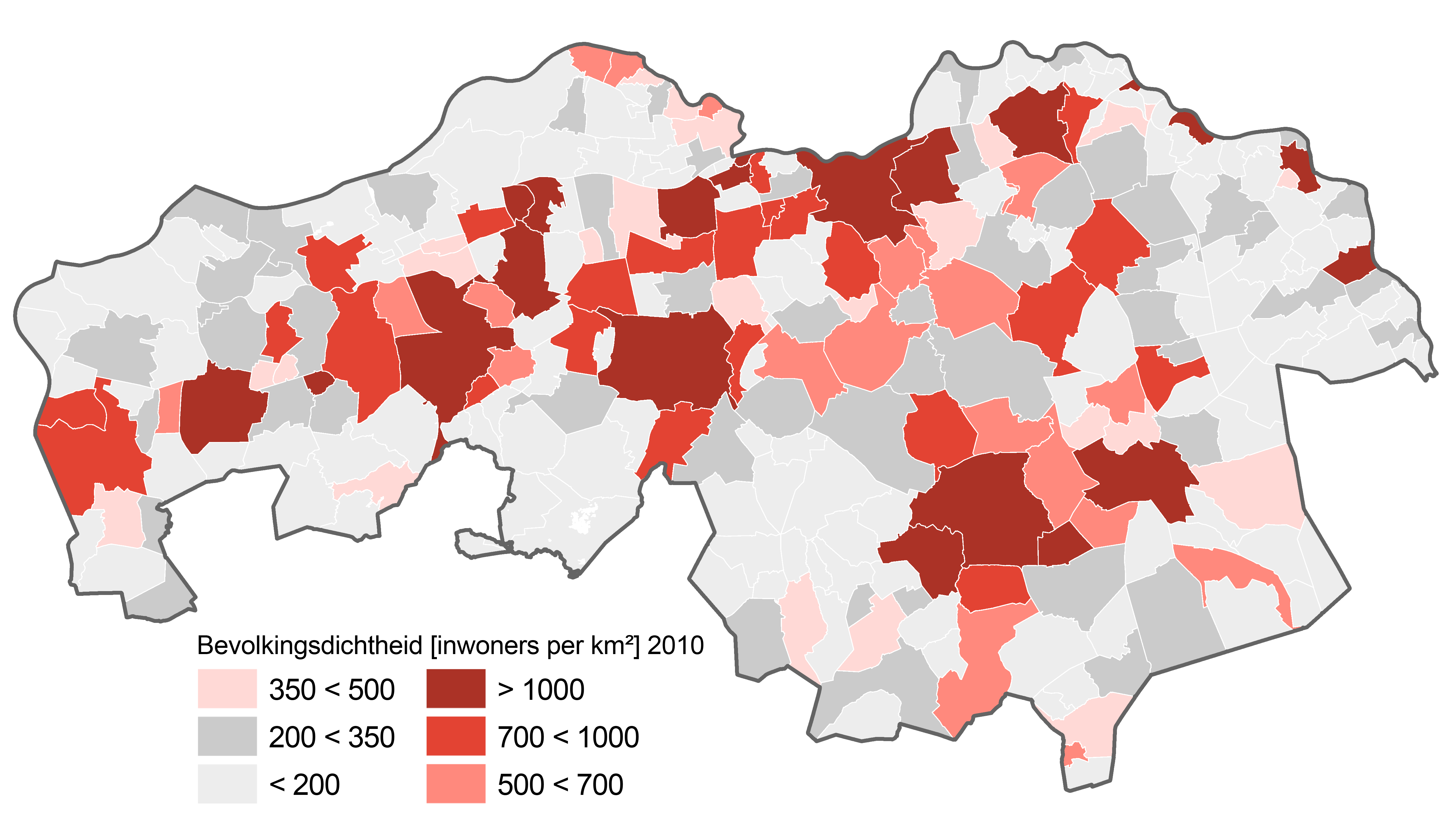
Densitat de població de Brabant del Nord l'any 2010

Brabant del Nord té una densitat de població de 501/km², amb una urbanització per sobre de la mitjana del país. La urbanització al centre de la província és elevada, i és on es troben les ciutats de Breda, Tilburg, Eindhoven i 's-Hertogenbosch, mentre que la resta de la província és rural. La província compta amb quatre parcs naturals: De Biesbosch (7100 ha entre Brabant del Nord i Holanda del Sud, establert el 1994), De Loonse en Drunense Duinen (3400 ha, establert el 2002), De Groote Peel (1340 ha entre Brabant del Nord i Limburg, establert el 1993) i De Zoom-Kalmthoutse Heide (3750 ha entre Brabant del Nord i la província belga d'Amberes, establert el 2001).

### Municipis
Brabant del Nord és la província amb més municipis dels Països Baixos, amb un total de 64 municipis l'any 2017. Anteriorment, n'havia tingut més, però durant la dècada dels noranta en va patir una reducció dràstica.
Els municipis més grans per població són: Eindhoven, Tilburg (ambdós municipis amb més de 200.000 habitants), Breda (més de 180.00) i 's-Hertogenbosch (més de 150.000). Tres municipis es troben entre els 10 més poblats dels Països Baixos: Eindhoven (5è), Tilburg (6è) i Breda (9è); la capital 's-Hertogenbosch és el 17è municipi neerlandès més poblat. Per darrere dels municipis mencionats anteriorment, Helmond és el cinquè municipi més habitat de Brabant del Nord amb més de 90.500 habitants. Aquests cinc municipis formen el consorci BrabantStad. Per darrere d'aquestes cinc ciutats trobem quatre municipis entre 50.000 i 100.000 habitants, en ordre decreixent: Oss, Roosendaal, Bergen op Zoom i Oosterhout.
Tots aquests municipis són un exemple de l'evolució de la indústria neerlandesa i es troben a l'anomenat Brabantse Stedenrij (àrea metropolitana brabançona) juntament amb els municipis limítrofs d'aquests, i en total sumen 1,1 milions d'habitants. En aquesta àrea metropolitana també s'hi troben els següents municipis, en ordre decreixent segons el nombre d'habitants: Veldhoven, Etten-Leur, Uden, Veghel, Waalwijk, Geldrop-Mierlo, Boxtel, Vught, Schijndel, Dongen, Goirle i Oisterwijk, a part d'altres municipis amb més de 25.000 habitants, com Deurne.
El pla regional de 2002 assenyalava cinc consorcis d'àrees urbanes: la més gran és l'àrea metropolitana d'Eindhoven, amb més de 725.000 habitants, seguits de l'àrea metropolitana de Breda-Tilburg amb més de 530.000, i la de Waalboss amb més de 350.000. Seguidament hi ha dues àrees urbanes més petites: Uden-Weghel amb uns 175.000 habitants i Brabantse Buitensteden amb més de 165.000 habitants. Aquestes xifres permeten fer-se la idea de les tres àrees urbanes més importants de la província.
A més, alguns municipis s'han agrupat en diferents regions i treballen conjuntament:
- La regió de Brabant Occidental (West-Brabant) comprèn dinou municipis: Aalburg, Alphen-Chaam, Baarle-Nassau, Bergen op Zoom, Breda, Drimmelen, Etten-Leur, Geertruidenberg, Halderberge, Moerdijk, Oosterhout, Roosendaal, Rucphen, Steenbergen, Tholen, Werkendam, Woudrichem, Woensdrecht i Zundert.
- La regió del Cor de Brabant (Hart van Brabant) comprèn nou municipis del centre de Brabant: Dongen, Gilze en Rijen, Goirle, Heusden, Hilvarenbeek, Loon op Zand, Oisterwijk, Tilburg i Waalwijk.

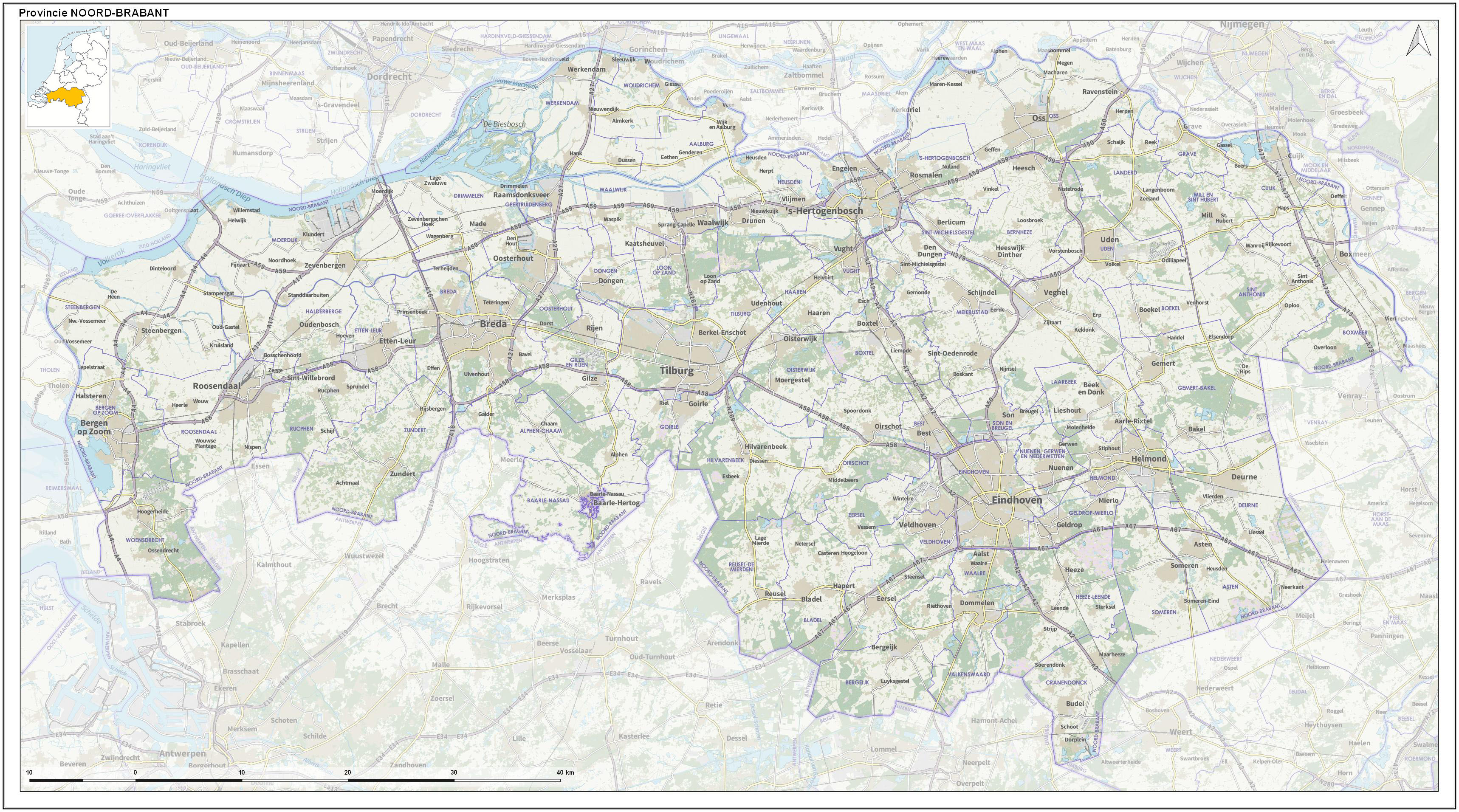
Municipis de Brabant del Nord el 2018.

## Cultura

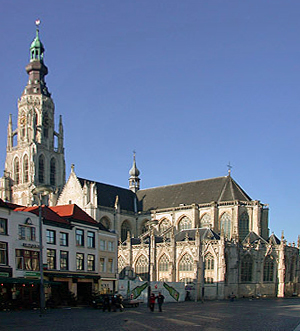
La Grote Kerk de Breda

### Equipaments culturals
Brabant del Nord té molts museus, especialment en localitats grans, com el Van Abbemuseum a Eindhoven, el Noordbrabants Museum a 's-Hertogenbosch, l'Stedelijk Museum a Breda i els museus Natuurmuseum Brabant i De Pont a Tilburg. En algunes ciutats grans, també es poden trobar teatres com el Chassé Theater de Breda o el Parktheater d'Eindhoven. D'altra banda, hi ha també alguns estadis de renom com el 013 de Tilburg (el més gran dels Països Baixos), i l'Effenaar a Eindhoven, on s'organitzen concerts d'artistes importants. També cal destacar d'altres estadis més petits com el Mezz de Breda o el w2 Concertzaal de 's-Hertogenbosch, que organitzen concerts d'artistes emergents o consolidats en un ambient més íntim.

### Llengua
El brabançó és el dialecte del neerlandès parlat a Brabant del Nord. El brabançó, juntament amb l'holandès, va ser la base del neerlandès estàndard, que es va desenvolupar durant els segles xvi i xvii. El brabançó va aportar principalment l'ortografia, mentre que l'holandès va aportar la pronunciació. Durant l'edat d'or neerlandesa, el brabançó va començar a perdre pes en la vida política. Actualment, el dialecte brabançó comprèn diverses varietats regionals que conformen la identitat dels brabançons. El brabançó no és reconegut com a llengua i per tant, no gaudeix de cap protecció.
La varietat de brabançó parlada a Brabant del Nord té moltes similaritats amb el neerlandès belga, ja que el brabançó és la varietat dialectal del neerlandès més parlada a Flandes.
El brabançó no és parlat a tota la província. A l'anomenada Westhoek (formada per una gran part del municipi de Moerdijk) es parla el Westhoeks, que essencialment és una varietat del dialecte holandès amb influències del brabançó. Al Land van Cuijk, al nord-est de la província, parlen la varietat dialectal Kleverlands, mentre que al municipi de Cranendonck parlen una varietat del dialecte occidental del limburguès.

## Política
| Eleccions als Estats | Eleccions als Estats | Eleccions als Estats | Eleccions als Estats | Eleccions als Estats |
| Partit               | 2003                 | 2003                 | 2007                 | 2007                 |
| Partit               | Vots en %            | Escons               | Vots en %            | Escons               |
| -------------------- | -------------------- | -------------------- | -------------------- | -------------------- |
| CDA                  | 36,8                 | 30                   | 31,3                 | 18                   |
| SP                   | 7,9                  | 6                    | 21,0                 | 12                   |
| VVD                  | 19,0                 | 15                   | 18,9                 | 11                   |
| PvdA                 | 20,3                 | 17                   | 14,1                 | 8                    |
| GroenLinks           | 5,2                  | 4                    | 4,1                  | 2                    |
| SGP/ChristenUnie     | 1,6                  | 1                    | 2,7                  | 1                    |
| PvdD                 | -                    | -                    | 2,2                  | 1                    |
| D66                  | 4,4                  | 3                    | 2,1                  | 1                    |
| Brabantse Partij *   | 1,4                  | 1                    | 1,9                  | 1                    |
| LPF                  | 2,6                  | 2                    | -                    | -                    |
| Opkomst              | 41,8                 | 79                   | 44,7                 | 55                   |

| Legislatives de 2006 | Legislatives de 2006 | Legislatives de 2006 |
| -------------------- | -------------------- | -------------------- |
| Partit               | Vots en %            | +/- (2003)           |
| CDA                  | 31,8                 | - 2,1                |
| SP                   | 20,4                 | + 11,9               |
| PvdA                 | 17,8                 | - 5,8                |
| VVD                  | 14,5                 | - 3,8                |
| PVV                  | 6,2                  | -                    |
| GroenLinks           | 3,4                  | - 0,9                |
| D66                  | 1,6                  | - 2,0                |
| ChristenUnie         | 1,5                  | + 0,9                |
| PvdD                 | 1,4                  | + 1,0                |
| SGP                  | 0,4                  | + 0,0                |
| LPF                  | 0,2                  | - 5,4                |
| Participació         | 78,5                 | + 0,2                |

## Personatges il·lustres
- Comtessa de Lannoy